# August Albes (Architekt)
August Albes (* 8. Dezember 1841 in Hannover; † 25. Dezember 1905 in Bex, Kanton Waadt, Schweiz) war ein deutscher Architekt der Neugotik, der insbesondere öffentliche und Kirchenbauten entwarf.

## Leben
August Albes besuchte das katholische Gymnasium Josephinum Hildesheim. Nach dem Abitur studierte er von 1860 bis 1865 Architektur an der Polytechnischen Schule Hannover (Matrikel-Nummer 3405), u. a. bei Conrad Wilhelm Hase. Später war er Mitarbeiter in Hases Architekturbüro, möglicherweise sogar Büroleiter.
Von 1870 bis 1874 arbeitete Albes als Architekt in Osnabrück. Im selben Jahr wurde er Mitglied im Architekten- und Ingenieur-Verein zu Hannover, siedelte dann aber nach Köln über, wo er 1876 als Mitglied im Architekten- und Ingenieur-Verein für Niederrhein und Westfalen aufgenommen wurde. 1886 erhielt er eine Anstellung bei der Königlichen Eisenbahndirektion Köln. Während seiner Kölner Zeit entwarf Albes unter anderem die Pläne für Kirchen in verschiedenen Orten.
Wenige Jahre vor seinem Tod siedelte August Albes 1899 von Köln nach Bex in der Schweiz über.

## Bauten und Entwürfe
- 1871: Wettbewerbsentwurf für den Neubau des Realgymnasiums auf der Bastion Holstein in Rendsburg (prämiert mit dem 2. Preis, nicht ausgeführt)[3][1]
- 1872–1880: evangelische Presbyterkirche in Köln-Kalk, Vietorstraße 25–27 (1951 gesprengt)[4][1]
- 1883: evangelische Luther-Kapelle in (Köln-)Porz, Möckeberg (1968 abgerissen)[5]
- 1887–1888: Kinderbewahrschule und Arbeiterinnenasyl Marienheim an der Kirche St. Ursula in Köln-Neustadt, Gereonswall 18–20[1]
- 1886–1889: evangelische Lutherkirche in Köln-Nippes (unter Denkmalschutz)[6][1]
- 1890–1892: evangelische Dreieinigkeitskirche (ehem. Lutherkirche) in Eschweiler (erhalten)
- 1893–1895: evangelische Rheinkirche in (Duisburg-)Homberg, Rheinstraße (erhalten)[1]
- 1895–1896: evangelische Kapelle St. Markus in Mülheim an der Möhne (erhalten)[7][1]
- 1898: evangelische Kapelle in Essen-Karnap, Hattramstraße (erhalten)[1]